# Pałac Trybunalski w Kaliszu
Pałac Trybunalski w Kaliszu – budynek położony w centrum Kalisza przy alei Wolności, w dzielnicy Śródmieście, znany jako Trybunał. Klasycystyczny, empirowy, wzniesiony w latach 1819–1821 według projektu Sylwestra Szpilowskiego; wpisany do rejestru zabytków w 1964.
Pod godłem sprawiedliwości znajduje się napis "Suum Cuique" ("Każdemu to, co mu się należy"). W 1876 dobudowano dwa skrzydła i przebudowano część wnętrz. Na osi fasady wybudowano dwupiętrowy portyk z czterema parami kolumn, podtrzymujący trójkątny fronton. Przez cały okres swego istnienia służył jako siedziba władzy sądowniczej, przed 1939 znajdował się tam Sąd Okręgowy, obecnie mieści się tam siedziba Sądu Rejonowego w Kaliszu.
Na cokole prawego skrzydła pałacu znajduje się napis „Przywrócić godność prawu”, wykonany czarną farbą. Napis został wykonany 21 listopada 1981 przez działaczy NSZZ Solidarność. Pomysłodawcą był działacz opozycyjny Bogusław Śliwa, w 1978 zwolniony dyscyplinarnie z prokuratury za próbę oskarżenia funkcjonariuszy MO o morderstwo w okolicach Kalisza. Po 1990 roku trwała dyskusja czy napis powinien zostać usunięty (i przeniesiony w inne miejsce), czy też pozostawiony na ścianie gmachu. W 2016 napis został zabezpieczony specjalną szybą z grubego szkła. W grudniu 2018 roku przed pałacem odsłonięto pomnik Józefa Piłsudskiego. 